# Kestilä

Wappen der ehemaligen Gemeinde Kestilä

Lage von Kestilä in Finnland

Kestilä [ˈkɛstilæ] ist eine ehemalige Gemeinde mit rund 1.600 Einwohnern im Norden Finnlands. Zum Jahresbeginn 2009 schloss sie sich mit den Gemeinden Piippola, Pulkkila und Rantsila zur neuen Gemeinde Siikalatva zusammen.
Kestilä liegt am Mittellauf des Flusses Siikajoki auf halber Strecke je rund 90 km entfernt zwischen den Städten Oulu und Kajaani.
Seit 1845 ist Kestilä eine eigenständige evangelische Kirchengemeinde; die Holzkirche des Ortes wurde 1855 errichtet. Die politische Gemeinde Kestilä besteht seit 1867 und umfasst neben dem Kirchdorf Kestilä die Orte Hyvölänranta, Mäläskä, Järvikylä, Leiviskänranta, Pihkala und Väyrylänsaari.
Ein Gutteil der Gemeindefläche wird von Kiefernwäldern und Sümpfen eingenommen, beiderseits des Flusses wird auch Ackerbau betrieben. Der Siikajoki durchfließt das Gemeindegebiet in einem weiten Bogen und mündet im Südwesten der Gemeinde in den Stausee Uljuan tekojärvi; die Staumauer befindet sich ebenso wie der Großteil des Sees auf dem Gebiet der Nachbargemeinde Pulkkila.
Hatte die Gemeinde 1950 noch rund 4.000 Einwohner, so sind es heute nur noch rund 1.600. Viele Familien wanderten aus der strukturschwachen und recht abgelegenen Region nach Schweden oder in finnische Ballungszentren ab. Größte Arbeitgeber sind heute die Gemeindeverwaltung, die offene Justizvollzugsanstalt Kestilä sowie die Land- und Forstwirtschaft. 
Bedeutende Söhne Kestiläs sind der Opernsänger Raimo Laukka, der Harmonikaspieler Jarmo Tinkala sowie Marko Lämsä, der 2006 zum finnischen Tangokönig gekürt wurde.